# Nauruańczycy
Nauruańczycy (też: Naurańczycy, Nauru) – rdzenni mieszkańcy wyspy Nauru, odłam Mikronezyjczyków. Na samym Nauru żyje ich około 6,6 tys. (1995), stanowią oni 58% ogółu ludności wyspy. Skupiska emigrantów Nauru zamieszkują w Australii i na Fidżi.
Około 70% Nauruańczyków to protestanci, 30% katolicy. Mówią językiem nauruańskim, należącym do grupy języków mikronezyjskich w gałęzi oceanicznej wielkiej rodziny języków austronezyjskich. W powszechnym użyciu jest też język angielski. 
Ludność mieszanego pochodzenia (ich przodkami byli Melanezyjczycy, Polinezyjczycy i Mikronezyjczycy), co znajduje odzwierciedlenie w rodzimej kulturze Nauru.
Przejęli zwyczaje i kulturę Zachodu. W większości porzucili tradycyjny styl życia i działalność rolniczą. Jeszcze w drugiej połowie XX wieku byli zamożnym społeczeństwem, czerpiącym zyski z eksploatacji złóż fosforytów, lecz po wyczerpaniu się złóż naturalnych zbiednieli. Wielu kształci się na uczelniach australijskich.